# Йоан Скутарис
Йоан или Йоанис Скутарис (на гръцки: Ιωάννης Σκούταρης) е виден зограф в региона на Югозападна Македония и Епир от XVII век, един от най-плодовитите зографи от Грамоща.

## Биография
Първото намерено подписано дело на Йоан Зограф е в храма „Свети Апостоли“ в Депалица. Надписът в този храм информира, че църквата е изписана при архиепископ Партений Погониански в 1645 година от зографите Димитър от Грамоща и сина му Йоан Скутарис. Надписът гласи:
| „ | ΟΥΤΟΣ Ο ΠΑΝΣΕΠΤΟΣ ΚΑΙ ΘΕΙΟΣ ΝΑΟΣ Ο ΕΙΣ ΟΝΟΜΑ ΤΙΜΩΜΕΝΟΣ ΤΩΝ ΑΓΙΩΝ ΕΝΔΟΞΩΝ ΚΑΙ ΠΑΝΕΥΦΗΜΩΝ ΑΠΟΣΤΟΛΩΝ ΑΝΗΓΕΡΘΗ ΕΚ ΒΑΘΡΩΝ ΕΥΔΟΚΙΑ ΘΕΟΥ ΔΙΑ ΣΥΝΔΡΟΜΗΣ ΚΟΠΟΥ ΤΕ ΚΑΙ ΕΞΟΔΟΥ ΤΟΥ ΕΝ ΜΑΚΑΡΙΑ ΤΗ ΛΗΞΕΙ ΓΕΝΟΜΕΝΟΥ ΚΥΡ ΠΑΝΟΥ ΤΟΥ ΑΡΣΕΝΗ ΔΙΑ ΨΥΧΙΚΗΝ ΑΥΤΟΥ ΣΩΤΗΡΙΑΝ ΚΑΙ ΤΩΝ ΓΟΝΕΩΝ ΑΥΤΟΥ ΚΑΤΑ ΤΟ ΖΜΣΤ ΕΤΟΣ [7046 от С. С., 1537 от Р. Хр.] ΑΡΧΙΕΡΑΤΕΥΟΝΤΟΣ ΤΟΥ ΑΡΧΙΕΠΙΣΚΟΠΟΥ ΠΩΓΩΝΙΑΝΗΣ ΚΥΡΟΥ ΠΑΧΩΜΙΟΥ ΜΕΤΑ ΔΕ ΠΑΡΑΔΡΟΜΗΝ ΧΡΟΝΩΝ ΟΥΚ ΟΛΙΓΩΝ ΘΕΙΩ ΖΗΛΩ ΚΙΝΗΘΕΙΣ Ο ΤΙΜΙΟΤΑΤΟΣ ΚΥΡ ΠΑΝΟΣ ΩΣ ΤΗΝ ΕΥΠΡΕΠΕΙΑΝ ΤΟΥ ΟΙΚΟΥ ΚΥΡΙΟΥ ΑΓΑΠΩΝ ΕΞΟΔΙΑΣΕΝ ΕΞ ΙΔΙΩΝ ΑΝΑΛΩΜΑΤΩΝ ΚΑΙ ΑΝΙΣΤΟΡΗΣΕΝ ΑΥΤΟΝ ΚΑΙ ΚΑΛΛΩΠΙΣΕΝ ΩΣ ΚΑΘΩΣ ΟΡΑΤΑΙ ΥΠΕΡ ΨΥΧΙΚΗΝ ΑΥΤΟΥ ΣΩΤΗΡΙΑΝ ΚΑΙ ΤΟΥ ΑΥΤΟΥ ΓΟΝΕΩΝ ΑΡΧΙΕΡΕΥΟΝΤΟΣ ΤΟΥ ΠΑΝΙΕΡΩΤΑΤΟΥ ΑΡΧΙΕΠΙΣΚΟΠΟΥ ΠΩΓΩΝΙΑΝΗΣ ΚΥΡΟΥ ΠΑΡΘΕΝΙΟΥ- ΕΝ ΕΤΟΙ ΖΡΝΔ [7154 от С. С., 1645 от Р. Хр.] ΜΗΝΙ ΝΟΕΜΒΡΙΩ Κ΄ ΧΕΙΡ ΕΜΟΥ ΤΟΥ ΤΑΠΕΙΝΟΥ ΔΗΜΗΤΡΙΟΥ ΕΚ ΧΩΡΙΟΥ ΓΡΑΜΟΣΤΗΣ ΚΑΙ ΤΟΥ ΑΥΤΟΥ ΥΙΟΥ ΙΩΑΝΝΟΥ ΣΚΟΥΤΑΡΙ | “ |

Иконографската програма на стенописите в храма следва напълно късновизантийските образци. В апсидата е изобразена Богородица Врефократуса с Младенеца, който е придружен от двама архангели, под тях е Причастието на апостолите, а в най-ниската зона Преклонение пред жертвата. В иконографията на светилището е включено и изключитело рядкото изображение на Триединния Бог под формата на Христос с три лица. В протезиса е изобразено Рождество Христово, а в дяконикона – Света Богородица Животворящ източник с Йоан Дамаскин и Козма Сладкопевец. Под генеалогичното дърво на Христос са изобразени серия старогръцки мъдреци. Иконографската програма в светилището е допълнена със сцени от живота и учението на Христос. В наоса доминира фигурата на Христос Вседържител в центъра на купола. В пандантивите, поддържащи купола, традиционно са изобразени четиримата евангелисти, а на северната и южната дъга са Христос Емануил и Христос Велик Архиерей. В горните части на страничните стени има сцени от живота, учението, чудесата и страданията на Христос и живота на Света Богородица. На западната стена на наоса доминира монументалното впечатляващо изображение на Успение Богородично, а под него са ктиторите на църквата Панос Арсениу и Панос Пападимитриу. Светци в цял ръст и светци в медальони са изобразени в долните зони на стените и на стълбовете, поддържащи купола. Отличава се монументалното изображение на срещата на Петър и Павел, на които е посветен храма.
Подписът на Йоан без фамилията Скутарис носи и голямата престолна икона на Исус Христос Вседържител от иконостаса в „Свети Апостоли“, също датирана 1645/1646. Иконата е на оригиналното си място вдясно от царските двери. Размерите ѝ са 1,05 x 0,65 m и е покрита със сажди. Централната фигура на иконата е Христос на трон, а около него са символите на четиримата евангелисти – ангел, орел, лъв и бик с отворени евангелия. От двете страни на иконата има по шест малки икони с дванадесетимата апостоли – от ляво Петър и Павел, Матей, Марк, Андрей, Яков и Тома, а отдясно – Павел, Йоан, Лука, Симон, Вартоломей и Филип. Евангелистите дъражт отворени евангелия, а останалите свитъци. Централната фигура на Христос държи отворено евангелие с текст „ΔΕΥΤΕ ΟΙ / ΕΥΛΟΓΗ/ΜΕΝΟΙ ΤΟΥ / Π(ΑΤ)Ρ(Ο)Σ ΜΟΥ / ΚΛΗΡΟ- ΝΟΜΗΣΑ/ΤΕ ΤΗΝ Η/ΤΟΙΜΑΣΜΕ/ΝΗΝ ΥΜΙΝ / ΒΑΣΙΛΕΙ(ΑΝ)“ (Матей 25:34). Подписът на зографа е с червени букви долу вдясно, между краката на трона: „χειρ Ιωάννη“, („от ръката на Йоан“). Вляво е дарителският надпис „ΔΕΗΣΙΣ ΤΟΝ ΔΟΥΛΟΝ ΤΟΥ Θ(ΕΟ)Υ ΧΡΕΙΣΤΟΦΩΡΟΥ ΗΕΡΟΜΩΝΑΧΟΥ ΕΝ ΕΤΗ ΑΧΜG ΔΙΚ[Ε]ΒΡΙΟΥ .. Α ..“, от който се разбира, че иконата е дарена от монаха Христофор в 1645/6 година.
Подписът на Йоан с фамилията или прякора Скутарис носи иконата на Исус Христос Съдия от храма „Свети Атанасий“ в северноепирското село Дровяни в Албания, датирана в 1657 година. В други два епирски храма зографът се е подписал само с първото си име - католиконите на манастирите „Свети Илия“ в Зица (1657) и „Света Богородица Спилеотиса“ на река Войдоматис (1672/1673), като според надписите и в двата храма е работил с помощниците Димитриос и Георгиос.
Освен тези подписани дела, на Йоан Скутарис могат да се припишат стенописите в още четири църкви – нартекса на манастира Спилео в Саракинища, Лунджери, Албания, (1658/1659), католикона на манастира „Свети Безсребреници“ в Клидония (1661), част от стенописите - в апсидата, купола и северната стена, в католикона на манастира Равения, Дропул, Албания (около 1660) и част от стенописите в манастира „Животворящ източник“ в Депалица (VII - VIII десетилетие на XVII век). В последната църква стилът на Йоан Скутарис се различава на западната стена на храма, където обаче стенописите не са запазени добре. В купола и светилището, зографският стил е различен, което може би означава друг художник, възможно сътрудникът на Йоан Георги. Възможно е на ателието на Йонис Скутарис да принадлежат и стенописите в апсидата на храма „Успение Богородично“ в Клидония (II половина на XVII век).
Съдейки по надписа в манастира „Свето Преображение Господне“ в Дреново, Лунджери, Албания (манастира Мигули) от 1666 година („Μνήσθητι Κ(ύρι)ε / των γονέων τον ειστο/ριογράφων την εκλη/σήαν ταύτην / Μανουήλ και Ζογας / χηρ Δημητριου / Γεωργίου: Ιω(άννου)“), Йоан Скутарис вероятно е роднина с братята Георги и Димитър Мануил, може би първи братовчед.